# Deklaration von Boulogne
Die Deklaration über das Wesen des Esperantismus (Esperanto: Deklaracio pri la esenco de Esperantismo) oder Deklaration von Boulogne (Bulonja Deklaracio) ist ein Dokument, das mehrere wichtige Grundlagen für die Esperanto-Bewegung festlegt. Sie wurde von Ludwik Zamenhof verfasst und am 9. August 1905 von den Teilnehmenden des 1. Esperanto-Weltkongresses in Boulogne-sur-Mer, Frankreich bestätigt.

## Inhalt

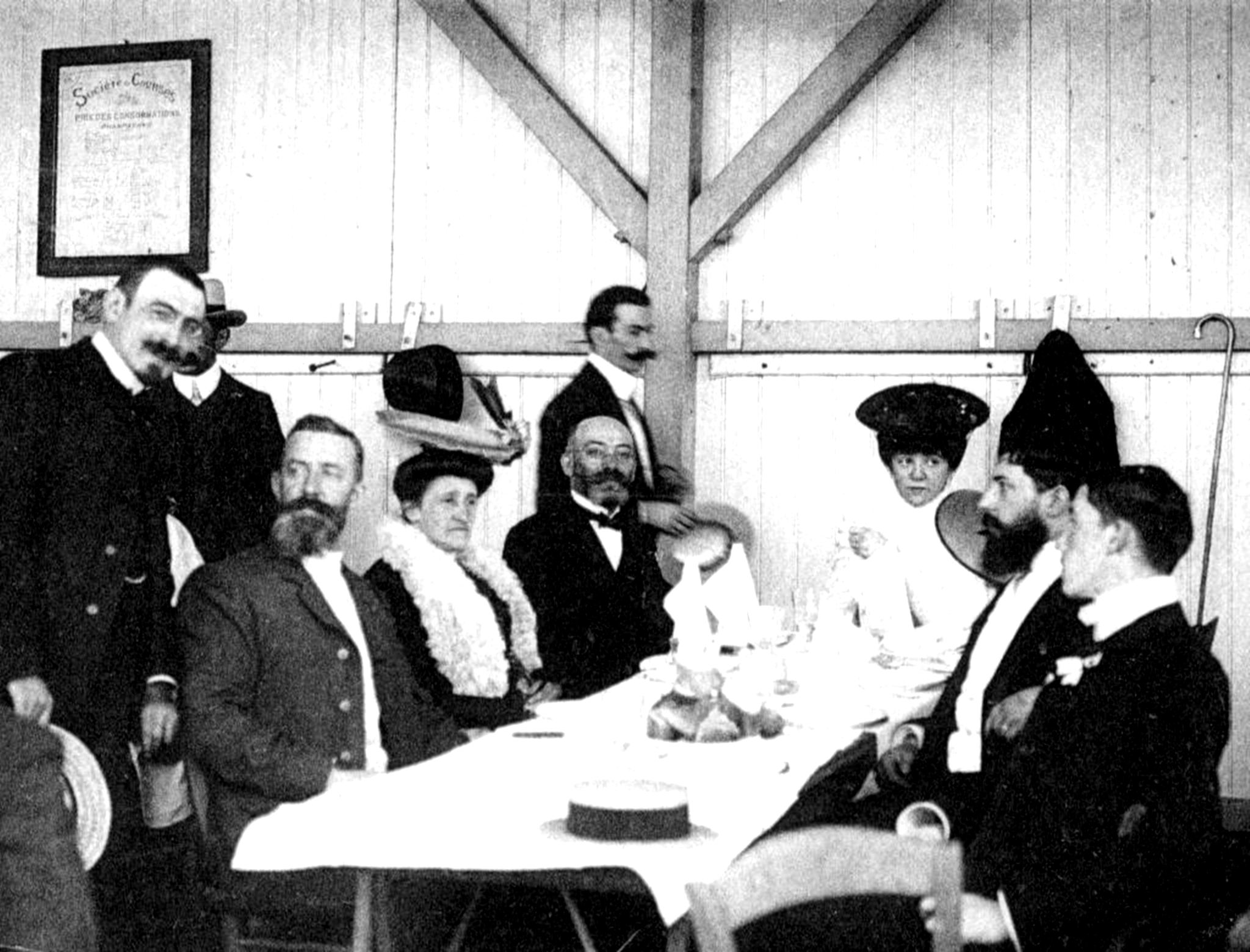
Die Familien von Zamenhof und Michaux beim 1. Esperanto-Weltkongress

Die Deklaration von Boulogne besteht aus einer Einleitung und fünf Bestimmungen.
In der Einleitung erklärt Zamenhof, dass die Deklaration benötigt werde, da viele Leute das Wesen der Esperanto-Bewegung missverstehen. Die fünf Punkte antworten auf diese weitverbreiteten falschen Auffassungen.
1. Esperantismus ist eine Bewegung, die die Einführung einer internationalen Hilfssprache unterstützt. Keine weitere Bedeutung kann diesem beigemessen werden. Er ist politisch, religiös und moralisch neutral und beabsichtigt in keiner Weise, existierende Sprachen zu ersetzen, sondern sie nur zu ergänzen.
2. Da Esperanto die geeignetste existierende Hilfssprache ist, wird an ihrer Verbreitung und der Erweiterung ihrer Literatur gearbeitet.
3. Da der Autor seine Rechte an der Sprache schon zu Beginn abgetreten hat, gehört Esperanto niemandem. Jeder kann Esperanto für alle Zwecke gebrauchen.
4. Das Fundamento de Esperanto ist die einzige verbindliche Grundlage für Esperanto und kann von keinem geändert werden. Ansonsten gibt es keine Autorität, auch nicht den Begründer der Sprache. Wenn ein Konzept nicht vom Fundamento abgedeckt wird, kann der Sprechende selbst entscheiden, wie er dieses passend ausdrückt.
5. Ein Esperantist ist jeder, der Esperanto spricht. Die Beteiligung in der Esperanto-Bewegung ist zu empfehlen, aber nicht obligatorisch.[2]